# Urbici Soler i Manonelles
Urbici Soler, all'anagrafe Urbici Soler i Manonelles (Ferran, 21 giugno 1890 – Anapra, 15 gennaio 1953), è stato uno scultore spagnolo naturalizzato statunitense.
È conosciuto principalmente per Cristo Rey ("Cristo Re"), una statua dedicata a Gesù sulla croce in cima al Monte Cristo Rey a Sunland Park, un sobborgo di El Paso, nel Nuovo Messico. I lavori di costruzione sono stati completati nel 1939 ed è una meta di pellegrinaggio per i cattolici.

## Biografia

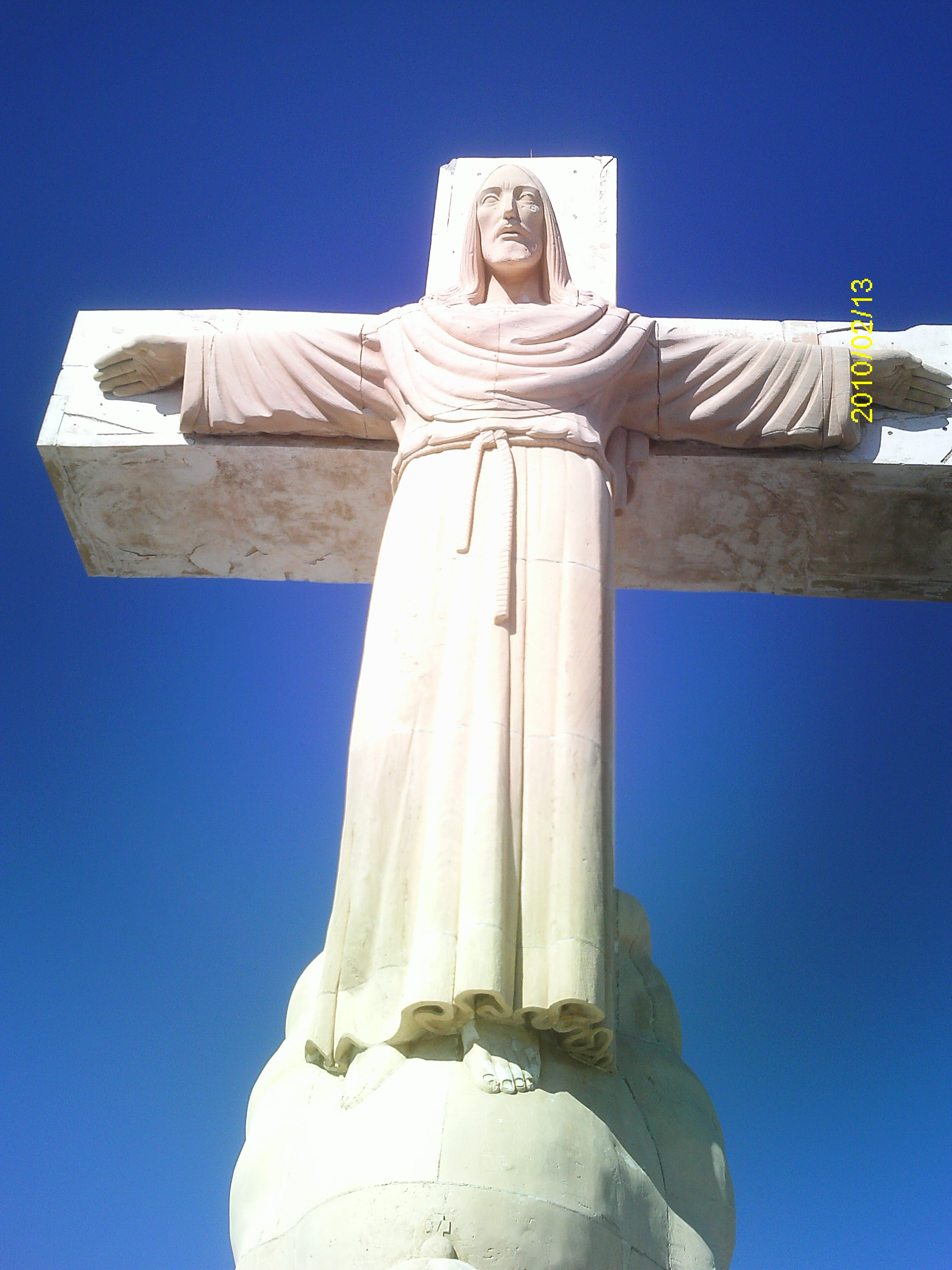
La croce sulla cima del Monte Cristo Rey

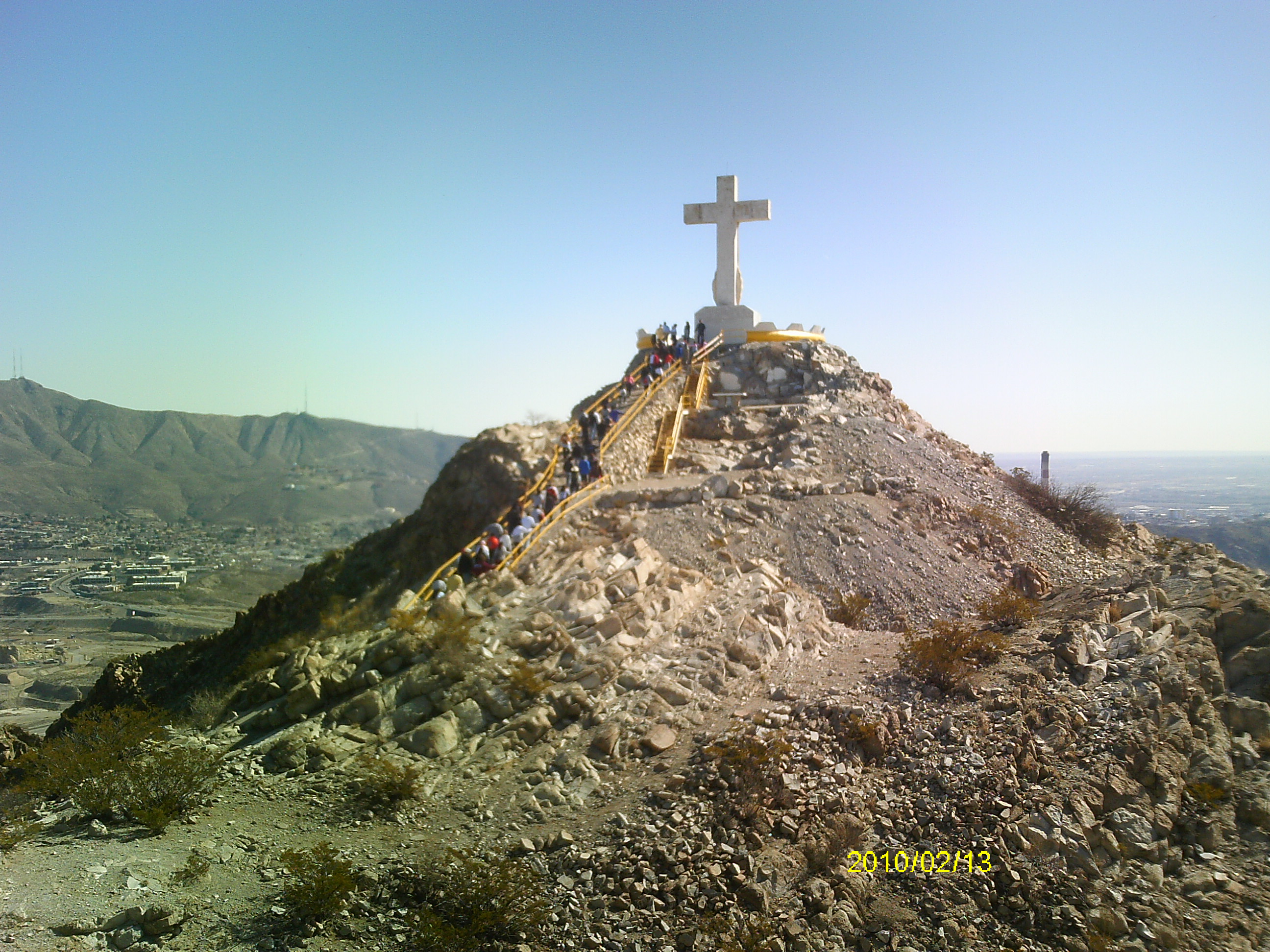
Pellegrini che salgono sulla croce

Urbici Soler nacque il 21 giugno 1890 a Ferran, una frazione del comune di Estaràs, in Spagna. Fu alunno di Pere Carbonell i Huguet e studiò presso l'Escuela de la Lonja di Barcellona. Nel 1913, divenne uno degli studenti di Adolf von Hildebrand a Monaco di Baviera. La sua prima opera, Princess María de la Paz, venne completata nel 1918. In seguito prese lezioni da Émile-Antoine Bourdelle a Parigi. Poco dopo, fece ritorno in Spagna, dove venne incaricato per la creazione di alcune opere in Sud America. La più importante collezione di Soler, The World, riguardava lo studio degli abitanti del Messico, dell'America centrale e del Sud America. La guerra civile spagnola ha impedito il suo ritorno in Spagna. Nel 1937 fu chiamato a lavorare sul Cristo Re.

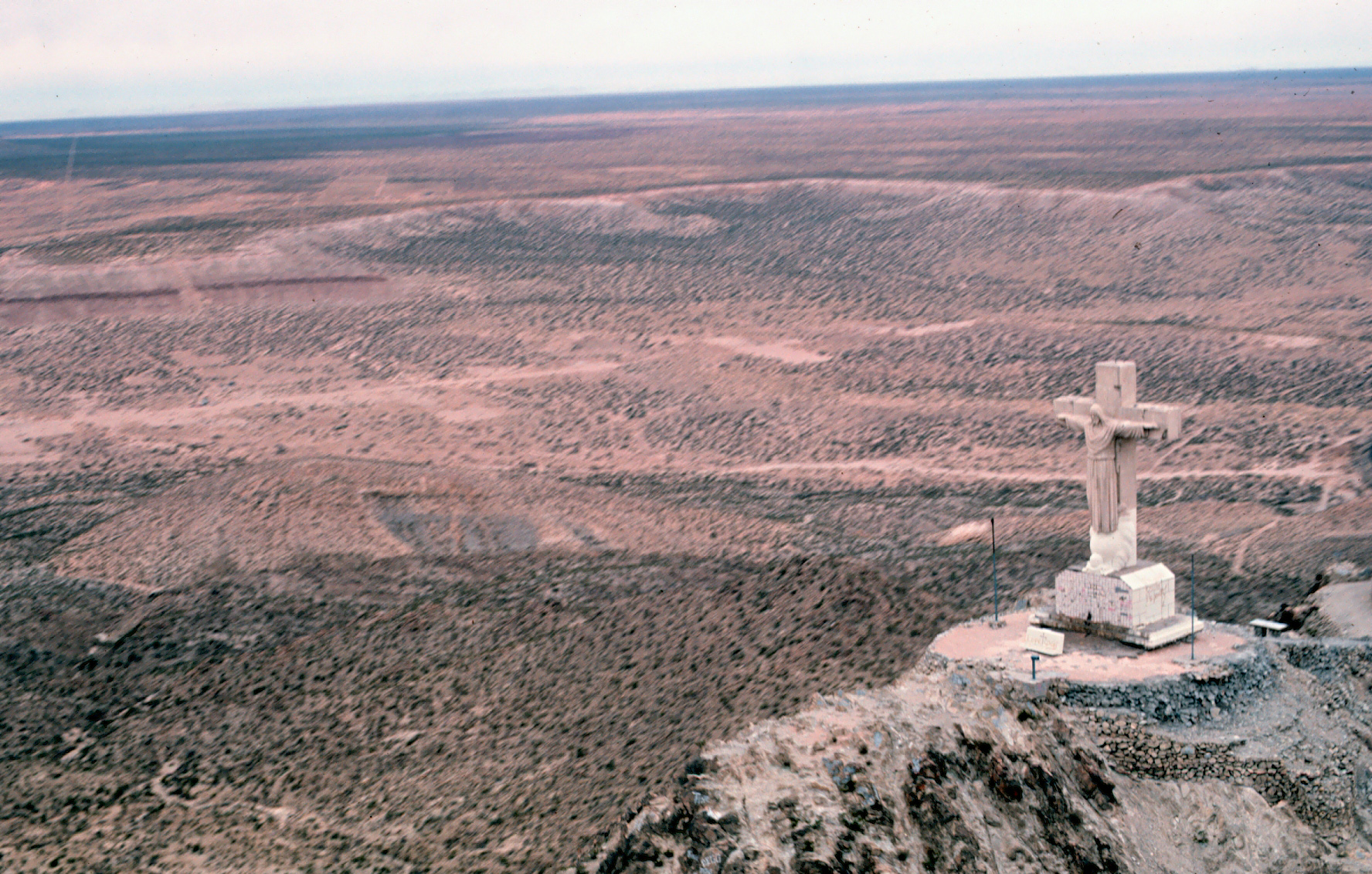
Un'altra vista della statua del Cristo Re

Soler è stato sposato due volte. Nel 1940 ebbe un breve matrimonio con Bettie Binkley di Santa Fe, Nuovo Messico. In entrambi i casi, però, il matrimonio non è andato a buon fine. In seguito visse a New Orleans, in California, a New York e in Sud America nel 1943, prima di fare ritorno a El Paso nel 1945 per il completamento dei lavori sul Cristo Re. Più tardi si unì alla facoltà della Texas School of Mines, odierna Università del Texas a El Paso. Nel 1949 prese la cittadinanza statunitense. Costruì una casa ai piedi del Monte Cristo Rey ad Anapra (oggi parte di Sunland Park), nel Nuovo Messico, dove visse fino alla sua morte, avvenuta il 15 gennaio 1953. La Texas Historical Commission gli dedicò una lapide sulla sua tomba nell'Evergreen Cemetery a El Paso nel 1984.

## La statua delCristo Re
La statua del Cristo Re venne ispirata da una chiamata papale in occasione dei 1900 anni dalla venuta di Cristo. Il progetto fu avviato per volere di padre Lourdes Costa, pastore della parrocchia di Smeltertown, che copriva la zona del Rio Grande tra il Nuovo Messico e il Texas. Costa ottenne finanziamenti dalla diocesi di El Paso per acquistare 81 ettari dal New Mexico Public Land Office per la costruzione della statua e di una croce. Inizialmente venne costruita una croce in legno, sostituita poi da una in acciaio, con i fondi della parrocchia di Smeltertown, sulla cima del Cerro de Muleros (ora chiamato Monte Cristo Rey), la vetta più settentrionale della catena montuosa dei Monti Juarez, al confine tra il Messico e gli Stati Uniti. Costa, come Soler, era catalano. Quest'ultimo si occupò della costruzione della statua.
La statua, che possiede un'altezza 12 metri e una base di 2,7 metri, è stata costruita con cemento, acciaio e calcare color crema di cordovan, estratto vicino ad Austin, in Texas. I blocchi furono scelti da Soler e trasportati sulla montagna, vennero scolpiti con uno scalpello ad aria. La testa della statua è allungata in modo che la figura appaia di proporzioni naturali se vista dal basso. La statua non è tecnicamente un crocifisso, poiché i palmi di Cristo sono rivolti verso il basso come gesto di benedizione. La statua venne completata nel 1939 e inaugurata nel 1940. Dal momento che la diocesi era a corto di soldi, Soler completò la facciata della statua con i propri fondi.

## Opere
- Cabeza de Estudio (1907)
- Princess María de la Paz (1918)
- The World, 1920 - 1940, una raccolta di studi sui popoli indigeni
- Charlotte Dahmen Chao (1925)
- Diego Rivera (1931), arenaria
- Abelardo Rodríguez (1932)
- Enrique González Martínez (1934)
- Cristo Rey (1939), calcare
- Tom Lea (1946) bronzo
- Fresia (1946), legno duro
- Mater Dolorosa (1950), modernista